# Kapsa alba
Kapsa alba är en insektsart som beskrevs av Irena Dworakowska 1981. Kapsa alba ingår i släktet Kapsa och familjen dvärgstritar. Inga underarter finns listade i Catalogue of Life.